# Joseph Carola
Joseph Anthony Francis Ignatius Carola SJ (* 1962 in Houston, Texas) ist ein US-amerikanischer Ordenspriester und  römisch-katholischer Theologe.

## Leben
1980 trat Joseph Carola der Ordensgemeinschaft der Jesuiten in New Orleans bei und empfing 1993 die Priesterweihe. An der Saint Louis University studierte er Philosophie und Moderne Sprachen und danach Theologie an der Weston School of Theology und der Päpstlichen Universität Gregoriana. 2001 wurde er am Päpstlichen Patristischen Institut Augustinianum in Rom mit einer Arbeit über Theologie und Patristik promoviert. Seit 2002 hat er einen Lehrstuhl für patristische Theologie an der Gregoriana in Rom inne.
Carola veröffentlichte zum Augustinus-Lexikon und zur Augustinus-Forschung, hauptsächlich in den Zeitschriften Venerabile, Gregorianum und Augustinian Studies.

## Schriften
- Augustine Of Hippo. The Role Of The Laity In Ecclesial Reconciliation. Loyola University Press, Chicago 2005, ISBN 978-88-7839-023-2.